# RAF Uxbridge
La RAF Uxbridge était un site de la Royal Air Force (RAF) à Uxbridge, dans le borough londonien de Hillingdon, occupant 44,6 hectares qui appartenaient au domaine de l'Hillingdon House (en), avant leur acquisition par le gouvernement en 1915, trois ans avant la création de la RAF. Jusqu'au début de la Seconde Guerre mondiale en 1939, le site était ouvert au public.
RAF Uxbridge est surtout connue comme le quartier général du No. 11 Group RAF, qui était responsable de la défense aérienne de Londres et du sud-est de l'Angleterre pendant la bataille d'Angleterre. Hillingdon House a servi de quartier général du groupe. Un bunker, connu par la suite sous le nom de bunker de la bataille d'Angleterre, a été construit à proximité pour abriter la salle des opérations du groupe 11, qui contrôlait les escadrons de chasse opérant dans le groupe. La salle des opérations était également chargée de fournir un soutien aérien lors de l'évacuation de Dunkerque en mai 1940 (opération Dynamo) et des débarquements de Normandie (opération Overlord). C'est ici que Winston Churchill a dit pour la première fois la phrase « jamais tant de gens n'ont dû autant à si peu », répété dans un discours prononcé devant le Parlement du Royaume-Uni quatre jours plus tard.
RAF Uxbridge a fermé le 31 mars 2010 dans le cadre d'une réduction du nombre d'installations du ministère de la Défense dans la région du Grand Londres. Beaucoup de ses unités militaires restantes ont été relocalisées à la RAF Northolt — située à proximité — le jour suivant. Des plans de réaménagement, consistant en un mélange de nouvelles propriétés résidentielles et commerciales avec la sauvegarde des bâtiments inscrits, ont été approuvés en janvier 2011. Une petite partie du site, comprenant le bunker de la bataille d'Angleterre, conserve le nom de la RAF Uxbridge et appartient au conseil du borough londonien de Hillingdon.
La rivière Pinn (en) traverse le site du nord au sud, passant devant Hillingdon House et le bunker de la bataille d'Angleterre. Les terres autour de la rivière sont principalement boisées et désignées comme « ceinture de verdure », et le terrain de golf de Hillingdon borde le sud de la station. Un sentier traverse également le site depuis sa réouverture en 2011.